# 奥托内
奥托内（義大利語：Ottone），是意大利皮亚琴察省的一个市镇。总面积98.41平方公里，人口601人，人口密度6.1人/平方公里（2009年）。ISTAT代码为033030。